# Chiesa di Santa Maria in Castello (Signa)
La chiesa di Santa Maria in Castello si trova a Signa, in provincia di Firenze, arcidiocesi della medesima città.

## Storia e descrizione
La prima notizia a noi conosciuta è datata 978, quando fu donata dalla contessa Willa, madre del marchese Ugo II di Toscana, alla badia Fiorentina. 

Gaetano Giannini, priore di Signa, ipotizzò che già nel 746 il complesso architettonico fosse governato da un rettore proveniente dalla nobile famiglia Contarini di Venezia.
I rifacimenti ottocenteschi hanno profondamente modificato sia la facciata che l'assetto interno.
Nel Duecento le pareti erano fasciate da una serie di affreschi che narravano Storie della Vergine e di Cristo. Ne rimangono alcuni brani nella parete sinistra e il riquadro con la Crocifissione nell'abside.
Nella navata sono tele sei-settecentesche, tra le quali l'Adorazione dei magi di Sigismondo Coccapani (1617).
In fondo alla parete destra è un altro frammento di affresco con la Santa Caterina d'Alessandria che il Maestro di Signa aveva originariamente affrescato sopra l'adiacente Crocifissione.
Nella parete di fondo a destra del presbiterio è collocata la piccola Madonna dell'Umiltà della bottega di Lorenzo Monaco, probabile opera della giovinezza di Francesco d'Antonio ancora nell'orbita del maestro Lorenzo, del 1410 - 1415 circa.